# Sävsjö
Sävsjö est une ville de Suède, chef-lieu de la commune de Sävsjö dans le comté de Jönköping. Elle est habitée en 2005 par 5 068 personnes.

## Géographie
Sävsjö est situé sur la ligne principale de chemin de fer entre Stockholm et Malmö. La distance jusqu'à Malmö est d'environ 220 kilomètres.

## Histoire
Sävsjö considère la date du 1er octobre 1864 comme le début de son histoire actuelle, car c'est alors que la gare de Sävsjö a été inaugurée. À cette époque, Sävsjö n'était que quelques maisons, mais stimulé par le chemin de fer, le village a commencé à s'étendre, attirant à la fois des industries et des habitants. La colonie avec son 1,56 kilomètre carré d'alors comptait 1 481 habitants en 1917, date à laquelle plusieurs petites industries s'y étaient implantées, notamment des menuisiers et d'autres industries du bois. Il y avait aussi une banque, une pharmacie et un bureau de poste.
En 1947, les municipalités rurales de Norra Ljunga et de Vallsjö dans lesquelles la colonie était située, ont été regroupées et ont formé la Ville de Sävsjö. Depuis la réforme du gouvernement local de 1971, Sävsjö est le siège de la municipalité de Sävsjö beaucoup plus grande.
L'émigrant Suédois Jonas Bronck, fondateur de l'arrondissement du Bronx de New York, est né à l'extérieur de la ville actuelle de Sävsjö dans le hameau de Komstad (en).